# تپه مردان‌آباد ۲
تپه مردان‌آباد ۲ مربوط به دوره تاریخی، سده ۶ قمری است و در شهرستان باخرز، ۲ کیلومتری جنوب شرقی روستای مردان‌آباد واقع شده و این اثر در تاریخ ۲۴ اسفند ۱۳۸۴ با شمارهٔ ثبت ۱۵۲۲۶ به‌عنوان یکی از آثار ملی ایران به ثبت رسیده‌است.